# Бойлстон (Массачусетс)
Бойлстон (англ. Boylston) — місто (англ. town) в США, в окрузі Вустер штату Массачусетс. Населення — 4849 осіб (2020).

## Демографія
Згідно з переписом 2010 року, у місті мешкало 4355 осіб у 1698 домогосподарствах у складі 1231 родини. Було 1778 помешкань
Расовий склад населення:
| - 93,2 % — білих - 3,7 % — азіатів - 0,7 % — чорних або афроамериканців - 0,2 % — корінних американців |

До двох чи більше рас належало 1,5 %. Частка іспаномовних становила 1,5 % від усіх жителів.
За віковим діапазоном населення розподілялося таким чином: 23,2 % — особи молодші 18 років, 63,1 % — особи у віці 18—64 років, 13,7 % — особи у віці 65 років та старші. Медіана віку мешканця становила 44,5 року. На 100 осіб жіночої статі у місті припадало 92,4 чоловіків;  на 100 жінок у віці від 18 років та старших — 90,7 чоловіків також старших 18 років.
Середній дохід на одне домашнє господарство  становив 119 858 доларів США (медіана — 97 074), а середній дохід на одну сім'ю — 143 449 доларів (медіана — 115 987). Медіана доходів становила 73 333 долари для чоловіків та 62 941 долар для жінок. За межею бідності перебувало 4,1 % осіб, у тому числі 0,8 % дітей у віці до 18 років та 6,9 % осіб у віці 65 років та старших.
Цивільне працевлаштоване населення становило 2525 осіб. Основні галузі зайнятості: освіта, охорона здоров'я та соціальна допомога — 29,0 %, науковці, спеціалісти, менеджери — 15,5 %, виробництво — 13,6 %.